# Bryostroma halosporum
Bryostroma halosporum är en svampart som beskrevs av Döbbeler & Poelt 1978. Bryostroma halosporum ingår i släktet Bryostroma, klassen Dothideomycetes, divisionen sporsäcksvampar och riket svampar.   Inga underarter finns listade i Catalogue of Life.